# Techtelmechtel
Das Wort Techtelmechtel bezeichnete Ende des 18. Jahrhunderts ein heimliches Einverständnis oder ein geheimes Einverständnis. Umgangssprachlich ist darunter eine mehr oder weniger heimliche Liebschaft zu verstehen. Allgemein wird einer solchen Liebesbeziehung geringe Ernsthaftigkeit unterstellt.
Im Österreichischen und Bairischen wird Techtelmechtel auch als „Gspusi“ bezeichnet. Das Wort Gspusi wird sowohl als Bezeichnung für Geliebter/Geliebte als auch für Liebelei verwendet  und hat eine Sprachverwandtschaft Wort sposi, Verlobte, Eheleute.

## Historische Semantik
In Anton von Kleins Provinzialwörterbuch von 1792 wird Dechtlmechtl als „geheimes Einverständniß, welches Leute manchmal miteinander haben“ erläutert.
Johann Andreas Schmellers Bayrisches Wörterbuch von 1827 gibt als Bedeutung von Dächtelmächtel „das Wirrwarr, das Durcheinander“ an.
In Karl Friedrich Wilhelm Wanders Deutsches Sprichwörter-Lexikon von 1876 wird die Redensart „Das is a Techt’lmecht’l“ als eine „Verabredung von zwei oder mehreren Personen über die Durchführung irgendeiner Handlung, auch ein auf gegenseitigen Vortheil berechnetes, andern nachtheiliges Uebereinkommen“ beschrieben.
In Samuel Hetzels Sammlung Wie der Deutsche spricht von 1896 findet man unter Dächtelmächtel die Erläuterung, dass das Wort für „heimliches Einverständnis“, aber auch für „unerlaubten Kunstgriff“ verwendet wird. In diesem Buch ist auch Techtelmechtel mit einem Querverweis zu Dächtelmächtel zu finden und unter Tächtelmächtel der Hinweis, dass dieses Wort als scherzhafte Entstellung von „Töchterlmöchterl“ gelte.

## Wortverwendung

### Im ursprünglichen Sinn für ein geheimes Einverständnis
Beispiele für die Verwendung dieses Wortes Techtelmechtel im Sinne von heimlichen Übereinkommen oder auch unerlaubten Kunstgriffen, die für andere nachteilig sein konnten, finden sich in archivierten Zeitungsberichten:
„Von führender nationalliberaler Seite wird die Nachricht von einem nationalliberal-bündlerischen Techtelmechtel in Schleswig-Holstein bestimmt in Abrede gestellt und bestritten, daß Verhandlungen zwischen der nationalliberalen Partei und dem Bund der Landwirte in Schleswig-Holstein schweben.“
„In Brüssel hat man neue Belege für das englisch-belgische Techtelmechtel vor dem Kriege gefunden, …“
„Eine Züricher Zeitung schrieb damals: ‚Wenn unser Schweizer Bundesrat ein ähnliches Techtelmechtel gemacht hätte mit anderen Regierungen, wie Belgien, so müßten wir unseren Schweizer Bundesrat vor das nächste Gericht stellen wegen Landesverrats.‘“
„Die Wahl des Reichspräsidenten ist zunächst bis Mitte 1925 verschoben worden, was nicht viel anderes bedeutet, als daß man den vorläufigen Reichspräsidenten einfach zum ersten verfassungsmäßigen gemacht hat. In dem ganzen Techtelmechtel liegt praktisch eine grenzenlose Nichtachtung der ‚Souveränität‘ des Volkes. Es regiert nicht; es wird regiert.“
Aktuell wird das Wort Techtelmechtel noch immer in wissenschaftlichen Beschreibungen politischer Konflikte und Auseinandersetzungen verwendet:
„Den latenten Argwohn des Kanzlers gegenüber einem sowjetisch-französischen Techtelmechtel vermochte er dennoch nicht zu beseitigen.“
„Mitte Juni griff Adenauer von Brentanos Anregung auf, plante aber nur eine Viermächte-Note, um jeglichen Anschein eines bilateralen Techtelmechtels mit Moskau zu verhindern.“

### Umgangssprachlich für eine heimliche Liebschaft
1840 wurde ein Lied, überschrieben mit Techtelmechtel, in der Ausgabe Vier schöne neue Lieder der Berliner Liedflugschriften abgedruckt.
Es beginnt mit folgendem Text:
„Jeder hat sein Techtelmechtel, der Eine hier, der Andere dort, und es hat zum Redewörtel jeder seinen eigenen Ort, und es hat zum Techtelmechtel jeder seine eigene Art.“
Im weiteren Liedtext werden verschiedene Situationen beschrieben, in denen es um galante, unverbindliche oder heimliche Liebesbeziehungen geht. Das Lied, eigentlich eine Arie, stammt aus Doktor Fausts Zauberkäppchen, auch als Doktor Fausts Hauskäppchen oder die Herberge im Walde bekannt, einer Posse mit Gesang in drei Aufzügen von Friedrich Ernst Hopp und Michael Hebenstreit, die zwischen 1865 und 1882 allein am Hoftheater Weimar elf Mal aufgeführt wurde.
Bei Erich Mühsam findet man unter dem Datum 30. September 1910 folgenden Tagebucheintrag:
„… teilte ich dies gleich der Wirtin mit, die mich nun von morgen ab in die erste Etage quartieren wird. Das ist um so erfreulicher, als ich gleich nachher mit dem Stubenmädel, einer reizenden Brünetten, ein Techtelmechtel anfing und auf meine Frage erfuhr, daß sie gleichfalls im ersten Stock wohne. Ich bin erotisch schrecklich ausgehungert. Es wäre ein Glück für mich, wenn darin endlich Regelmäßigkeit und Befriedigung einträten. Ich habe seit undenklichen Zeiten nicht mehr so viel und so gern geküßt wie heute.“

## Etymologie
Der Begriff soll in Wien Ende des 18. Jahrhunderts oder Anfang des 19. Jahrhunderts – zur Zeit Metternichs – entstanden sein. Anfang des 19. Jahrhunderts ist er aus dem österreichischen Sprachraum in den süddeutschen Bereich eingedrungen und wurde im Laufe des 19. Jahrhunderts im Deutschen Reich gebräuchlich.
Vermutlich hat sich das Wort aus dem Rotwelschen oder Jiddischen entwickelt. Nach Siegfried Kreuzer handelt es sich um ein Reimwort, bestehend aus dem Wort tacht(i) = heimlich, geheim, das leicht variiert wiederholt wird.
Der deutsch-österreichische Romanist Hugo Schuchardt vermutete in einem 1907 in der Zeitschrift für romanische Philologie veröffentlichten Aufsatz eine Herkunft aus dem Italienischen teco-meco = ich mit dir, du mit mir im Sinne von unter vier Augen. Diese Annahme gilt als
nicht gesichert.
Auch für eine von Paul Elbogen vermutete Herkunft aus dem Hebräischen fehlt ein Beleg.
Wolfgang Schindler nannte die Möglichkeit, dass Techtelmechtel von einem fremdsprachlichen Syntagma gebildet wurde, und gab dazu ebenfalls das italienische teco meco als auch das tschechische tlachy-machy = Schwätzerei an. Er bezeichnete Techtelmechtel als reduplizierende Wortbildung ohne semantischen Effekt.
Wolfgang Pfeifer erwähnte darüber hinaus das lateinische tēcum, mēcum = mit dir, mit mir.
Roberta Rada wies darauf hin, dass die Reduplikation Techtelmechtel einen besonderen stilistischen Wert habe, die Verwendung des Wortes stark eingeschränkt sei und typischerweise nur in bestimmten Textsorten vorkomme.